# Michal Ranný
Michal Ranný (30. července 1946 Brno – 6. února 1981 Praha) byl český kreslíř a malíř. Navzdory pouhým dvěma dekádám aktivní tvůrčí práce je považován[kým?] za výrazného představitele přírodou inspirovaného umění 2. poloviny 20. století.

## Životopis
Michal Ranný vyrůstal v rodině malíře a grafika Emanuela Ranného a malířky Zdenky Ranné (rozené Samsonové). Výtvarným umělcem se stal rovněž jeho starší bratr Emanuel Ranný ml.. V letech 1961–1965 Michal Ranný vystudoval malbu na Střední uměleckoprůmyslové škole v Brně u prof. Jiřího Coufala. Následně nastoupil na Akademii výtvarných umění v Praze k prof. Františku Jiroudkovi (1965–1971). Zásadním pro jeho umělecký vývoj bylo setkání s dalším pedagogem tehdejší AVU, grafikem a malířem Jiřím Johnem. Během druhé poloviny šedesátých a první poloviny sedmdesátých let podnikl několik studijních cest do Francie, Gruzie a Jugoslávie. První samostatnou výstavu měl v roce 1972 v brněnské Galerii mladých. Během druhé poloviny sedmdesátých let se opakovaně vyrovnával s psychickými potížemi. V roce 1981 nešťastnou náhodou zahynul ve svém pražském ateliéru. Je pohřbený v rodinném hrobě na hřbitově u kostela Nejsvětější Trojice v Předklášteří u Tišnova.

## Dílo
V kresbách, akvarelech a malbách Michala Ranného lze zaznamenat produktivní ovlivnění tvorbou jeho pedagoga Jiřího Johna. Podobně jako on učinil Ranný středobodem své výtvarné práce přírodní a krajinné motivy redukované na elementární znak či strukturu. Základy svého přístupu položil během poslední třetiny 60. let v krajinách vycházejících z motivů zalesněných kopců a skal. Zejména v kresbách a akvarelech se soustředil na jednotlivé kameny, větve, vyvrácené kořeny a další přírodní detaily. Téměř paralelně se k těmto „domácím námětům“ přidaly motivy pobřeží a mořské hladiny, pro které načerpal inspiraci během svých zahraničních cest. Z obou těchto motivických zdrojů Ranný těžil až do konce života.
V malbě Ranný prokazoval výrazné koloristické cítění, a to i při dobrovolném barevném omezení se na škály navzájem blízkých barevných tónů – nejčastěji okrů, pískových žlutí, šedivé a bílé či světlých zelení. Zjevný byl jeho narůstající zájem redukci objemů do plochy, které autorovi umožnilo nahlížet zvolený námět jako obecnější přírodní strukturu. Například v malbách mořských hladin tak okolo poloviny 70. let dospěl k členění plochy obrazu na řadu horizontálních pruhů (Moře, 1975–1976).
Zásadní součástí Ranného díla jsou kresby a akvarely. Tušové kresby a akvarely ze 60. let a první poloviny 70. let měly často charakter náznaku základních vztahů mezi jednotlivými prvky. Ranný v nich citlivě kombinoval štětcové tahy, vlásečnicové linie a polotransparentní barevné plochy. Vynikly v nich jeho schopnosti vnímavého pozorování a jejich nervního a přitom lyrického ztvářnění. Mnohdy kresby změkčoval částečným vymytím tuše. Od druhé poloviny 70. let plochu pojímal čím dál častěji jako lineární šrafuru opakujících se prvků.

## Hodnocení
K zásadnějšímu ocenění Ranného tvorby došlo až po jeho úmrtí v roce 1981. Zastoupen je ve sbírkách celé řady českých a moravských galerií, zásadními konvoluty disponují Horácká galerie v Novém městě na Moravě, Muzeum města Brna a Moravská galerie v Brně. Ranného tvorba je řazena do linie výtvarného umění inspirovaného přírodou, která se zaměřuje na postižení vztahů mezi přírodními prvky, při kterém je předloha volně interpretována jako soustava více či méně abstraktních prvků. Přestože se postupně prosazuje jejich geometrické a rytmické uspořádání, nikdy nezůstává bez vnějších předobrazů. Mezi představitele této výtvarné linie se řadí nejen Jiří John, ale rovněž Ranného vrstevníci Ivan Ouhel nebo Miroslav Koval. Částečně to platí i pro mladší malíře Petra Kvíčalu nebo Vladimíra Kokoliu.

## Cena Michala Ranného
Od roku 1999 je Moravskou galerií v Brně a Společností přátel Moravské galerie udělována Cena Michala Ranného za „výtvarnou práci, která je jak po formální, tak také po obsahové stránce zásadním obohacením české vizuální kultury". Oceňovány jsou osobnosti, jejichž „dílo dokáže ovlivnit nastupující generaci umělců“. Do roku 2022 se jejímu laureáty stali Dalibor Chatrný, Miroslav Šnajdr st., Stanislav Kolíbal, Jiří Kovanda, Vladimír Skrepl, Milena Dopitová, Daniel Balabán, Václav Stratil, Marian Palla, Vladimír Kokolia, Markéta Othová a Marie Filippovová.